# Пастелес
Пасте́лес (исп. pasteles мн. ч., pastel ед. ч.) — традиционное блюдо в нескольких странах Латинской Америки и Карибского бассейна (в Коста-Рике, Пуэрто-Рико, Доминиканской Республике, Тринидаде и Тобаго, Карибском побережье Колумбии, Панаме и т. д.).

## Региональные варианты

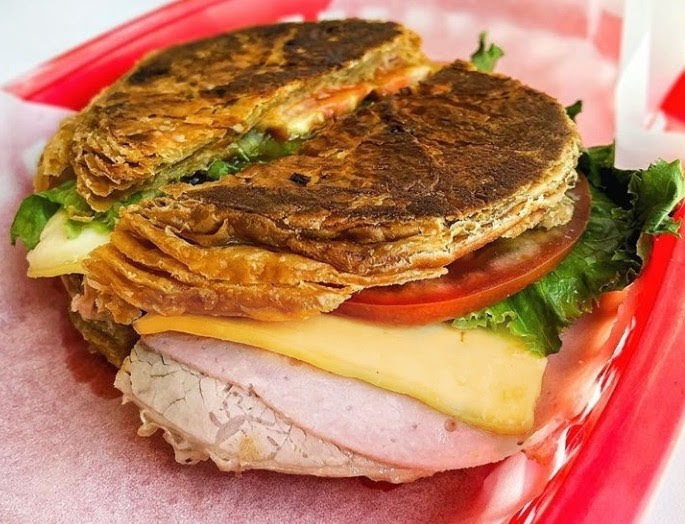
Пастелес с ветчиной и сыром

### Аргентина и Уругвай
В Аргентине и Уругвае пастелес — разновидность жареной сладкой эмпанады, приготовленной из слоёного теста. Распространённые сладкие начинки включают дульсе де лече и айвовый мармелад, их часто посыпают сахаром. Пастелес в этих странах является уличной едой.

### Пуэрто-Рико
В Пуэрто-Рико пастелес — популярное кулинарное блюдо. Тесто готовится из зелёных бананов, зелёных плантанов, картофеля и тропических тыкв калабаза. Приправляется мясным соком, молоком и маслом аннато. Мясо готовится как рагу (исп. guisado) и содержит любую комбинацию из таких ингредиентов, как свиная лопатка, ветчина, бекон, изюм, нут, оливки. Заправляется обычно лавровым листом, рекайто, пуэрто-риканская кулинарная смесь из лука, чеснока, зелёного болгарского перца и большого количества кориандра и кулантро), томатным соусом, сухой смесью адобо, порошком из аннато. В качестве мяса может выбираться птица, рыба, свинина или дичь.
Пастелес с юкки (pasteles de yuca) — один из многих рецептов, популярных в Пуэрто-Рико и в Латинской Америке. Блюдо также известно в Доминиканской Республике как hallacas de yuca или tamales. Тесто содержит, как правило, юкку, картофель, таро и ямс. К ним могут добавлять масло аннато, адобо, базилик, рекайто. Начинка может быть традиционной, а может содержать изюм, креветки, мясо крабов или омаров.
Традиционно готовится также пастелес с кучифритос, различные жареные блюда, приготовленные преимущественно из свинины). Тесто содержит зелёные плантаны или зелёные бананы (тёртые), мясной сок, молоко и масло аннато. Обычно они жарятся. Подаются с соусом.

### Тринидад и Тобаго
Пастелес в Тринидаде и Тобаго — это небольшие пироги из кукурузной муки, начинённые мясом, рыбой или овощами, приправленные свежей зеленью и ароматизированные изюмом, оливками и каперсами, завёрнутые и приготовленные на пару в банановом листе. Их традиционно готовят во время Рождества. Считается, что они были завезены испанскими колонизаторами.
Сладкий вариант блюда называется пайме (исп. paime), и также считается рождественским блюдом. В нём нет начинки, но само тесто содержит молотый кокос и изюм.